# Bonabweng
Bonabweng ou Bonabwen est un village de la Région du Littoral au Cameroun, situé dans la commune de Dibombari, sur la route reliant Dibombari à Miang et Mangamba.

## Population et développement
En 1967, la population de Bonabweng était de 155 habitants, essentiellement des Pongo. Elle était de 188 lors du recensement de 2005.